# غابة عالية

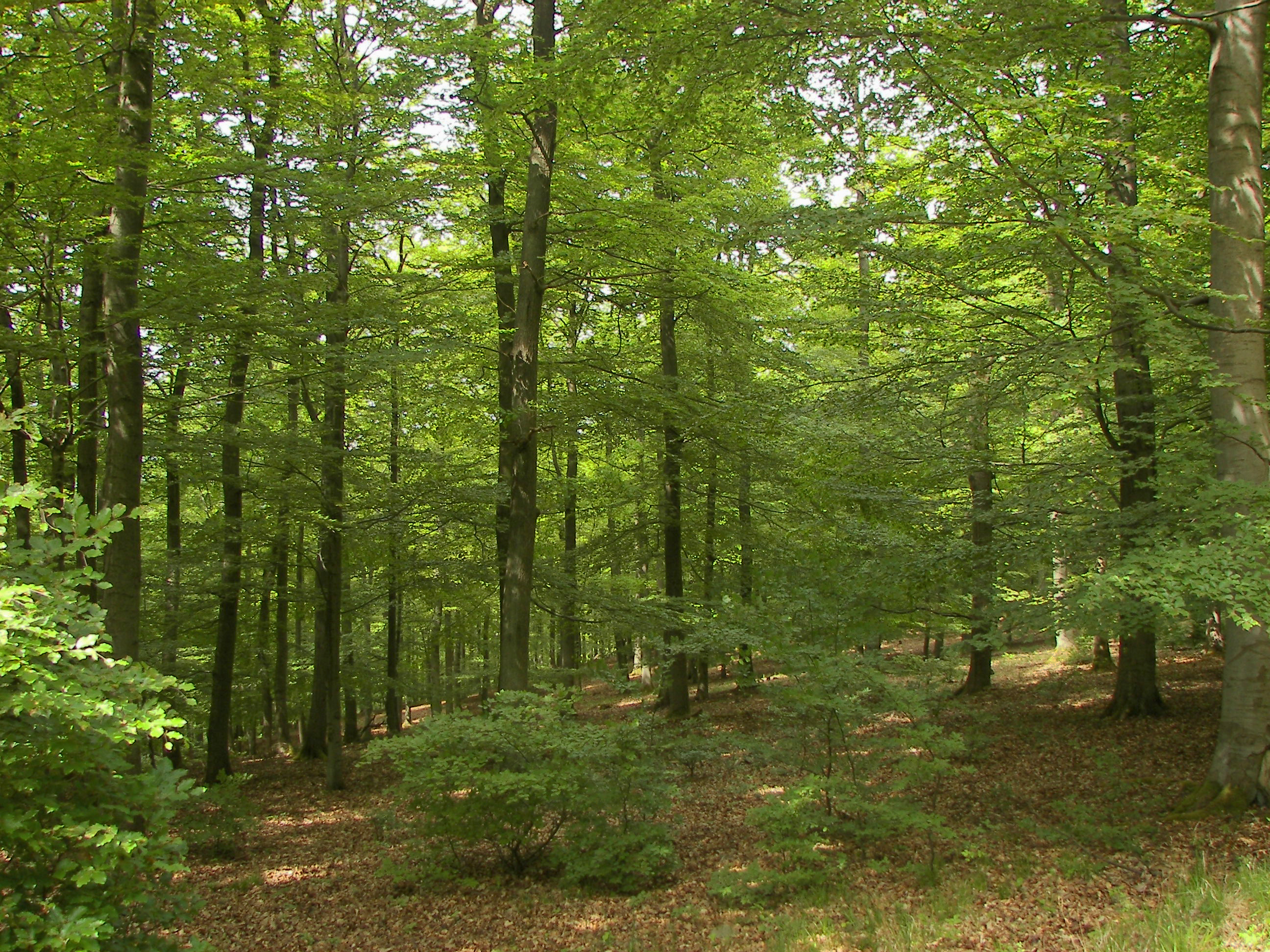
غابة عالية

الغابة العالية هي نوع من الغابات تنشأ من البذور أو من الشتلات المزروعة. على عكس الغابة المنخفضة (تُعرف أيضًا باسم الغابة المجمَّعة)، تتكون الغابة المرتفعة عادةً من أشجار ناضجة كبيرة وطويلة ذات مظلة مغلقة. يمكن أن تنشأ الغابات المرتفعة بشكل طبيعي أو يمكن إنشاؤها وصيانتها عن طريق الإدارة البشرية.  يمكن أن تكون الأشجار في الغابة العالية من نوع واحد أو عدد قليل أو أكثر. يمكن أن تكون الغابة العالية ذات عمر متساوي أو غير متساوي العمر. تحتوي الغابات ذات الأعمار الزوجية على أشجار من فئة عمرية واحدة أو فئتين متعاقبتين (أجيال). تحتوي الغابات غير المتكافئة على ثلاث فئات عمرية أو أكثر ممثلة.[بحاجة لمصدر]
تتمتع الغابات العالية بالتنوع الوراثي مرتفع نسبيًا مقارنة بالغابات الصخرية، التي تتطور من التكاثر الخضري. يمكن أن تحتوي الغابة العالية على طبقة مظلة واحدة أو أكثر. يمكن أن يكون الجزء السفلي من الغابة المرتفعة مفتوحًا (يشبه المتنزه، ويسهل رؤيته والمشي خلاله)، أو يمكن أن يكون كثيفًا. يمكن أن يحتوي الجزء السفلي من الغابة المرتفعة على تنوع كبير أو منخفض في أنواع النباتات.[بحاجة لمصدر]